# Paralomis papillata
Paralomis papillata is een tienpotigensoort uit de familie van de Lithodidae. De wetenschappelijke naam van de soort is voor het eerst geldig gepubliceerd in 1895 door Benedict.